# Jurij Medved
Jurij Medved, slovenski gradbenik in železniški projektant, * 18. april 1908, Tacen, † 25. april 1995.
Medved je leta 1937 diplomiral na gradbenem oddelku ljubljanske Tehniške fakultete. Po končanem študiju je vodil mariborsko sekcijo za vzdrževenje prog. Leta 1941 je zaradi varnosti preselil ves njen arhiv v Ljubljano. Tu je do 1944 delal na železniškem gradbenem oddelku, nato je bil premeščen v Avstrijo. Po vojni je kot projektant sodeloval pri obnovi železnice, ter gradil nove železniške mostove, postaje
in proge.